# نمایی از ناکجاآباد
نمایی از ناکجاآباد یا نگاه از هیچ‌کجا (به انگلیسی: The View from Nowhere) کتابی از فیلسوف تامس نیگل است. این کتاب که توسط انتشارات دانشگاه آکسفورد در سال ۱۹۸۶ منتشر شد، دیدگاه‌های منفعلانه و فعالانه در نحوه تعامل انسان با جهان را، با تکیه بر یک دیدگاه ذهنی که منعکس‌کننده دیدگاهی عینی است، در تضاد قرار می‌دهد. نیگل دیدگاه عینی را به‌عنوان «منظره‌ای از ناکجاآباد» توصیف می‌کند، دیدگاهی که در آن تنها ایده‌های ارزشمند آن‌هایی هستند که مستقلاً مشتق شده‌اند.

## بازخورد
پیتر گی، مورخ، نمایی از ناکجاآباد را ستوده است. فیلسوف توماس متزینگر مفهوم درونی کتاب را «زیبا» اما غیرقابل دفاع ستایش و انتقاد کرد.